# Нусайбін
Нусайбін (тур. Nusaybin; акк.: Naṣibina; ; сир. ܢܨܝܒܝܢ, Niṣībīn; вірм. Մծբին — Мцбін; курд.: Nisêbîn, також. Антіохія Мінгідонська тощо) — стародавнє місто на південному сході Туреччини поблизу з сирійським кордоном.
Розташовано у провінції Мардін, на південь від автомагістралі Європейського маршруту E90 Лісабон — Ірак.
У місті розміщено прикордонний перехід Нусайбін-Камишлі.

## Історія
298 року в місті було укладено вигідний для Рима Нісібіський мир на 40 років, за яким перси поступились римлянам низкою областей у Верхній Месопотамії й визнали римський протекторат над Вірменією та Іберією. Кордон було встановлено за Тигром. 
Через 65 років також тут був підписаний новий мирний договір, за яким спірні території разом з Нісібісом переходили під владу перського шахіншаха.
У перших століттях християнства Нусайбін був центром єпархії несторіанської Ассирійської церкви Сходу (нині є титулярною єпархією Римо-католицької церкви). В Нусайбіні (тоді сирійському місті Нісібісі) народився відомий християнський учитель і поет Єфрем Сирин. В місті існувала власна школа богословської думки.

## Економіка
В околицях міста знайдено кілька нафтових родовищ.

## Пам'ятки
- Монастир Мор Якуп
- Мечеть Зейнель Абідін